# Voûtain au-dessus de Jessé, David et Salomon

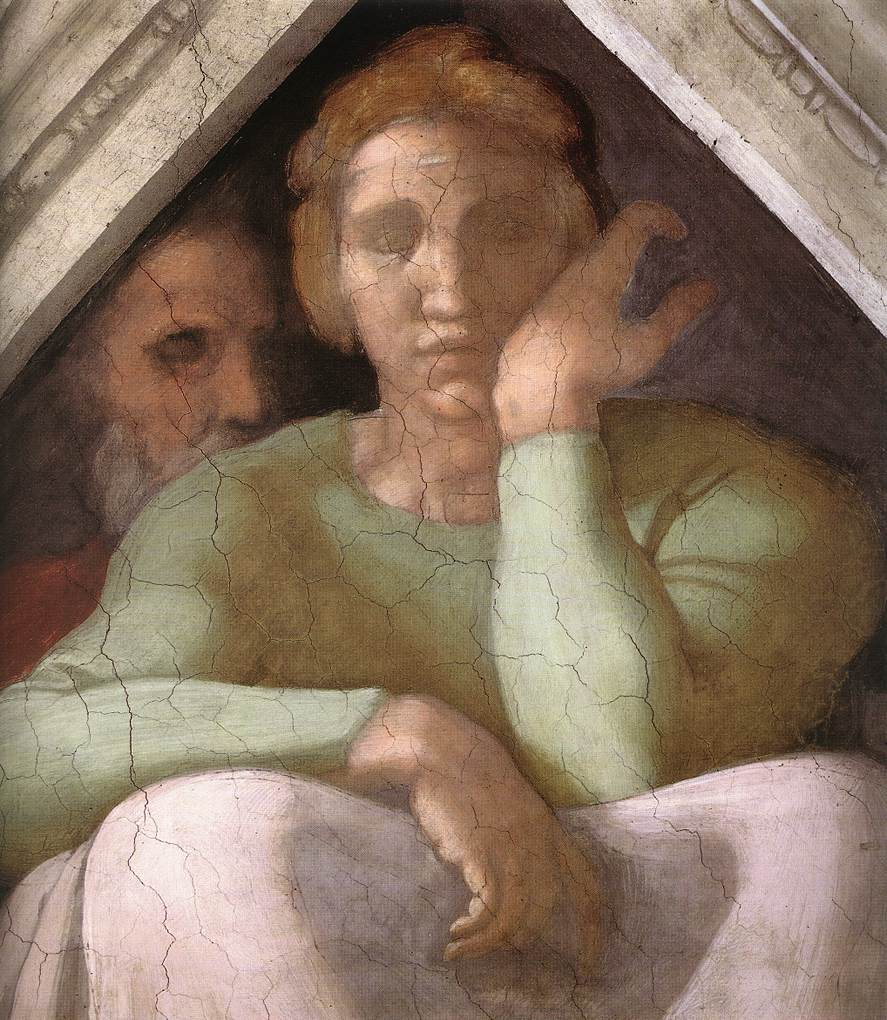
Détail.

Le voûtain au-dessus de Jesse, David et Salomon a été décoré à fresque par Michel-Ange vers 1511-1512 et fait partie de la décoration du plafond de la chapelle Sixtine dans les Musées du Vatican  à Rome, commandée par Jules II .

## Histoire
Les voûtains, comme les lunettes en-dessous, contiennent la série des Ancêtres du Christ, et leur sont étroitement liés d'un point de vue iconologique, bien qu'ils soient très différents du point de vue iconographique et du point de vue du style et de la forme. Ce sont des espaces triangulaires concaves, que l'artiste a remplis de groupes familiaux sur fond sombre (contrairement aux fonds clairs des lunettes) et avec des positions différentes, assis au sol plutôt que sur des marches, pour s'adapter à la forme de l'espace à peindre. L'identification des sujets, tirée de la généalogie du Christ dans l'Évangile selon Matthieu, est basée sur les noms inscrits sur les cartouches au centre des lunettes en-dessous. Les lunettes surmontées d'un voûtain ont généralement trois noms au lieu de deux. Il n'y a pas accord entre les savants sur les noms des différents groupes représentés : Michel-Ange n'a utilisé aucun attribut iconographique et ne recherchait peut-être même pas une identification directe et incontestable, se concentrant plutôt sur la représentation de divers types humains et attitudes.
Les espaces triangulaires au-dessus de chaque voûtain sont remplis des dits « nus de bronze », des figures monochromes simulant le bronze, placées dans des positions symétriques devant des fonds sombres et violacés, séparés par un crâne de bélier duquel pendent des rubans dorés.
Les voûtains ont été réalisées, comme le reste des fresques de la voûte, en deux phases, à partir du mur du fond, en face de l'autel. Les derniers épisodes d'un point de vue chronologique des histoires racontées ont donc été les premiers à être peints. À l'été 1511, la première moitié de la chapelle devait être achevée, nécessitant le démontage de l'échafaudage et sa reconstruction dans l'autre moitié. La deuxième phase, qui a débuté en octobre 1511, s'est terminée un an plus tard, juste à temps pour le dévoilement de l'œuvre la veille de la Toussaint 1512
Le voûtain au-dessus de Jessé, David et Salomon est donc l'un des derniers à être peint.

## Description et style
Dans la lunette en-dessous, le roi David et Salomon sont identifiés ; le voûtain devrait donc représenter Jessé, probablement l'enfant visible juste en arrière-plan à droite, avec son père et sa mère.
La mère de Jesse occupe tout le premier plan et regarde de face vers l'extérieur, dans une pose d'immobilité absolue. Les jambes sont pliées et séparées, les pieds entrelacés et recouverts d'un manteau violet ; elle porte au niveau du buste une robe verte serrée qui révèle une musculature masculine, typique des femmes de Michel-Ange. Une main repose sur ses jambes et une autre touche le visage avec son dos, rehaussant le regard énigmatique.
En arrière-plan, un homme, à gauche, est plus sombre et esquissé plus abstraitement ; et à droite, comme déjà mentionné, un enfant est à peine visible dans l'obscurité.

## Nus de bronze
Les deux « nus  de bronze » sont naturellement coincés dans les espaces triangulaires, et tournent le dos et la tête loin du spectateur, avec un bras abandonné au premier plan, tandis que l'autre tient les cordes dorées suspendues au crâne du bélier au centre. Ce sont des figures obtenues à partir du même carton retourné, presque parfaitement symétriques, mais avec quelques différences qui cassent un motif trop rigide : par exemple, celui de droite a un bras beaucoup plus robuste.